# Clarac (Pireneje Wysokie)
Clarac – miejscowość i gmina we Francji, w regionie Oksytania, w departamencie Pireneje Wysokie.
Według danych na rok 1990 gminę zamieszkiwały 153 osoby, a gęstość zaludnienia wynosiła 24 osób/km² (wśród 3020 gmin regionu Midi-Pireneje Clarac plasuje się na 910. miejscu pod względem liczby ludności, natomiast pod względem powierzchni na miejscu 1375.).